# Crkva sv. Petra u Vrboskoj
Crkva sv. Petra je rimokatolička crkva u Vrboskoj, općina Jelsa, otok Hvar.

## Opis
Crkva sv. Petra izgrađena je u Vrboskoj uz more, istočno od današnjeg naselja. Izgrađena prije nastanka naselja, spominje se u Hvarskom statutu 1331. godine, a označavala je granicu pitovskog i vrbanjskog teritorija. Crkva je bila beneficij hvarskih plemića Chranchisa (Hranotića) i Piretića, koji 1469. godine «obnavljaju crkvu svojih predaka, do temelja srušenu». Do danas je sačuvana građevina iz razdoblja obnove u XV. stoljeću, to je jednobrodna svođena crkva s kvadratičnom apsidom, zidana sitnim priklesanim kamenom, s pokrovom od kamenih ploča, ožbukanog ulaznog pročelja. Vanjske dimenzije crkve iznose 7.35 x 2.45. U osi glavnog pročelja je jednostavan portal i nad njim niša školjkastog oblikovanja u kojoj se nalazi kopija kipa sv. Petra, kojeg je 1469. godine izradio Nikola Firentinac, dok se original čuva u župskoj crkvi sv. Lovrinca. U osi zabata je jednostavna, vitka, zidana jednodijelna preslica.

## Zaštita
Pod oznakom Z-4788 zavedena je kao nepokretno kulturno dobro - pojedinačno, pravna statusa zaštićena kulturnog dobra, klasificirano kao "sakralna graditeljska baština".

## Vanjske poveznice
|  | Zajednički poslužitelj ima još gradiva o temi Crkva sv. Petra u Vrboskoj |